# Даниленко Степан Максимович
Степан Максимович Даниленко (нар. 25 грудня 1901 (7 січня 1902), Полтавська  губернія — 29 квітня 1982) — один з авторів «Київського некрополю», санітарний лікар.

## Біографія
Народився 25 грудня 1901 (7 січня 1902) року в Полтавській губернії. В 1928 році закінчив Київський медичний інститут. У 1929—1941 роках — епідемолог в Богуславі. З 1941 року жив у Києві. В 1946—1964 роках викладав у фельдшерській школі № 1 гігієну і анатомію.
Відомий колекціонер медалей і значків. З 1964 року захопився вивченням кладовищ, співпрацював з М. І. Кутинським. З 1967 по 1974 рік в групі «Київський некрополь» Людмили Проценко.

Могила Степана Даниленка

Помер 29 квітня 1982 року. Похований в Києві на Лук'янівському цвинтарі (ділянка № 20, ряд 1, місце 32).

## Родина
Дружина — Валентина Федорівна, лікарка-ренгентологиня. У них дві дочки:
- Інна Карєєва — хімікиня;
- Олександра — мистецтвознавиця, дружина народного художника України О. Г. Данченка (сини: Микола — художник, Володимир — художник-декоратор).